# ریا ویسر
ریا ویسر (انگلیسی: Ria Visser؛ زادهٔ ۲۰ ژوئیهٔ ۱۹۶۱) اسکیت‌باز سرعت، نویسنده، نویسنده کودکان، و مجری تلویزیون اهل پادشاهی هلند است.